# Reddingit
Reddingit ist ein selten vorkommendes Mineral aus der Mineralklasse der „Phosphate, Arsenate und Vanadate“ mit der idealisierten chemischen Zusammensetzung Mn2+3(PO4)2·3H2O und damit chemisch gesehen ein wasserhaltiges Mangan-Phosphat.
Reddingit ist das Mangan-Analogon zu Phosphoferrit (Fe2+3(PO4)2·3H2O) und bildet mit diesem eine lückenlose Mischkristallreihe. Die Formel für Reddingit wird daher in verschiedenen Quellen auch mit (Mn,Fe2+)3[PO4]2·3H2O angegeben. Die in den runden Klammern angegebenen Elemente können sich dabei in der Formel jeweils gegenseitig vertreten (Substitution, Diadochie), stehen jedoch immer im selben Mengenverhältnis zu den anderen Bestandteilen des Minerals.
Das Mineral kristallisiert im orthorhombischen Kristallsystem und entwickelt meist tafelige oder pseudo-oktaedrische Kristalle, kommt aber auch in Form körniger bis massiger Mineral-Aggregate vor. Die durchsichtigen bis durchscheinenden Kristalle sind von hellrosa bis bräunlichgelber Farbe und zeigen auf den Oberflächen einen glas- bis harzähnlichen Glanz. Selten werden auch farblose bzw. durch vielfache Lichtbrechung aufgrund von Gitterbaufehlern oder polykristalliner Ausbildung weiß erscheinende Reddingite gefunden. Auch die Strichfarbe des Minerals ist weiß.
Mit einer Mohshärte von 3 bis 3,5 gehört Reddingit zu den mittelharten Mineralen, dass sich ähnlich wie die Referenzminerale Calcit (Mohshärte 3) und Fluorit (4) mit einer Kupfermünze bzw. leicht mit einem Taschenmesser ritzen lässt.

## Etymologie und Geschichte
Erstmals entdeckt wurde Reddingit im Steinbruch Branchville nahe der Stadt Redding im Fairfield County des US-Bundesstaates Connecticut. Beschrieben wurde das Mineral erstmals 1878 zusammen mit Eosphorit durch George Jarvis Brush und Edward Salisbury Dana, die es nach dessen Typlokalität (Redding) benannten.
Das Typmaterial soll an der Yale University in New Haven (Connecticut) unter den Katalog-Nummern 3.5850 und 3.5851 deponiert sein. Allerdings wird dieser Aufbewahrungsort im Typmineralkatalog der International Mineralogical Association (IMA) nicht bestätigt.
Reddingit war bereits lange vor der Gründung der International Mineralogical Association (IMA) bekannt und als eigenständige Mineralart anerkannt. Damit hätte Reddingit theoretisch den Status eines grandfathered Mineral. In der 1980 erfolgten Publikation Nomenclature of the phosphoferrite structure type von P. B. Moore, T. Araki und A. R. Kampf wurde unter anderem die Zusammensetzung von Reddingit neu definiert und diese Neudefinition (englisch Redefinition, Rn) von der IMA/CNMNC anerkannt. Das Mineral seitdem in der „Liste der Minerale und Mineralnamen“ der IMA unter der Summenanerkennung „IMA 1980 s.p.“ (special procedure) geführt. Die ebenfalls von der IMA/CNMNC anerkannte Kurzbezeichnung (auch Mineral-Symbol) von Reddingit lautet „Rdd“.

## Klassifikation
Bereits in der veralteten 8. Auflage der Mineralsystematik nach Strunz gehörte der Reddingit zur Mineralklasse der „Phosphate, Arsenate und Vanadate“ und dort zur Abteilung der „Wasserhaltigen Phosphate ohne fremde Anionen“, wo er zusammen mit Landesit und Phosphoferrit die „Phosphoferrit-Reihe“ mit der System-Nr. VII/C.04 bildete.
Im zuletzt 2018 überarbeiteten und aktualisierten Lapis-Mineralienverzeichnis nach Stefan Weiß, das sich aus Rücksicht auf private Sammler und institutionelle Sammlungen noch nach dieser alten Form der Systematik von Karl Hugo Strunz richtet, erhielt das Mineral die System- und Mineral-Nr. VII/C.08-020. In der „Lapis-Systematik“ entspricht dies ebenfalls der Abteilung „Wasserhaltige Phosphate, ohne fremde Anionen“, wo Reddingit zusammen mit Correianevesit, Garyansellit, Kryzhanovskit und Phosphoferrit die unbenannte Gruppe VII/C.08 bildet.
Auch die von der IMA zuletzt 2009 aktualisierte 9. Auflage der Strunz’schen Mineralsystematik ordnet den Reddingit ebenfalls in die Abteilung der „Phosphate usw. ohne zusätzliche Anionen; mit H2O“ ein. Diese ist allerdings weiter unterteilt nach der relativen Größe der beteiligten Kationen und dem Stoffmengenverhältnis vom Phosphat-, Arsenat- bzw. Vanadatkomplex zum enthaltenen Kristallwasser, so dass das Mineral entsprechend seiner Zusammensetzung in der Unterabteilung „Mit ausschließlich mittelgroßen Kationen; RO4 : H2O = 1 : 1,5“ zu finden ist, wo es zusammen mit Garyansellit, Kryzhanovskit, Landesit und Phosphoferrit die „Phosphoferritgruppe“ mit der System-Nr. 8.CC.05 bildet.
Die vorwiegend im englischen Sprachraum gebräuchliche Systematik der Minerale nach Dana ordnet den Reddingit ebenfalls in die Klasse der „Phosphate, Arsenate und Vanadate“ und dort in die Abteilung der „Wasserhaltige Phosphate etc.“ ein. Auch hier ist er in der „Phosphoferritgruppe“ mit der System-Nr. 40.03.02 innerhalb der Unterabteilung „Wasserhaltige Phosphate etc., mit (A2+)3(XO4)2 × x(H2O)“ zu finden.

## Kristallstruktur
Reddingit kristallisiert orthorhombisch in der Raumgruppe Pbna (Raumgruppen-Nr. 60, Stellung 5) mit den Gitterparametern a = 9,49 Å; b = 10,08 Å und c = 8,70 Å sowie 4 Formeleinheiten pro Elementarzelle.

## Bildung und Fundorte

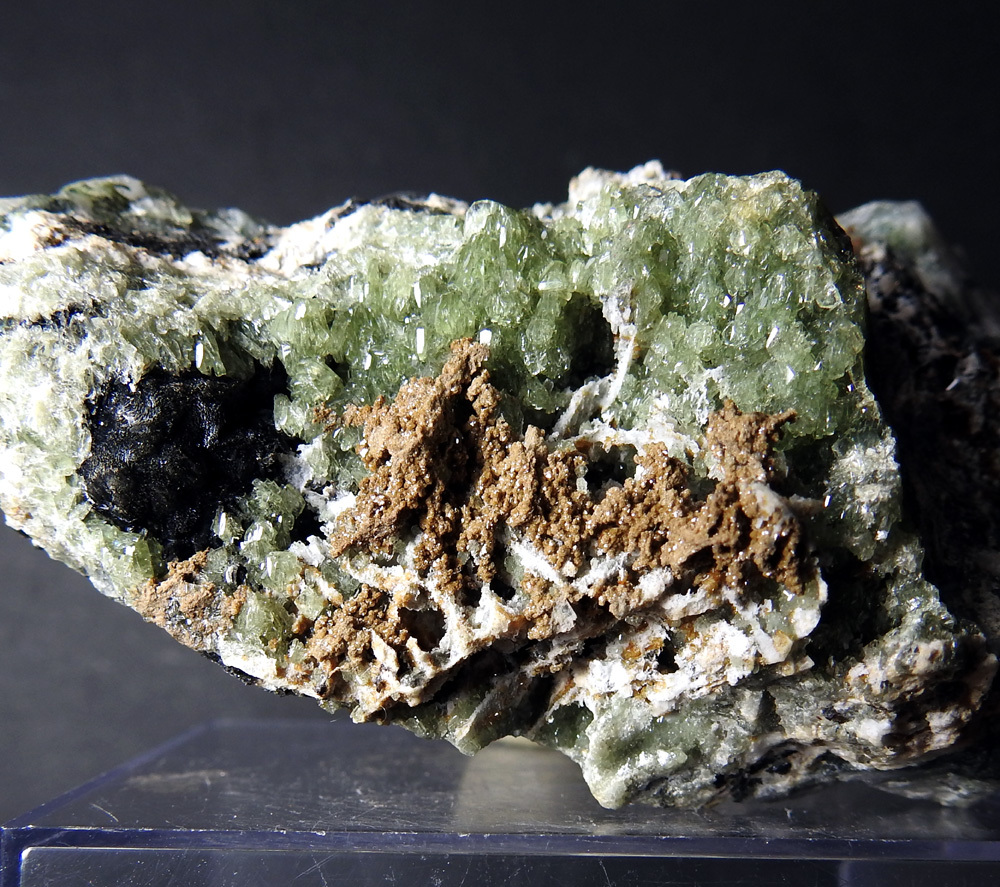
Stufe mit Reddingit (hellbraun) und Ludlamit (apfelgrün) aus Minas Gerais, Brasilien

Reddingit bildet sich als hydrothermales Umwandlungsprodukt aus Lithiophilit und findet sich meist in granitischen Pegmatiten. Als Begleitminerale können neben Lithiophilit unter anderem noch Dickinsonit, Eosphorit, Fairfieldit, Hureaulith, Rhodochrosit, Triplit und Triploidit auftreten.
Als seltene Mineralbildung konnte Reddingit nur an wenigen Fundorten nachgewiesen werden, wobei weltweit bisher rund 30 Fundorte dokumentiert sind (Stand 2023). Neben seiner Typlokalität Branchville/Redding trat das Mineral in den Vereinigten Staaten (USA) noch im Steinbruch Strickland bei Collins Hill im Middlesex County in Connecticut sowie an verschiedenen Orten in den Bundesstaaten Maine, New Hampshire und South Dakota zutage.
In Deutschland fand man Reddingit bisher nur bei Plößberg, bei Hopfau (Gemeinde Kemnath) und bei Hagendorf (Markt Waidhaus) im Oberpfälzer Wald in Bayern.
Weitere bisher bekannte Fundorte sind unter anderem die Ranquel Pegmatite im argentinischen Departamento Coronel Pringles, mehrere Orte im Docetal (Doce valley) des brasilianischen Bundesstaates Minas Gerais, die Viitaniemi Pegmatite in der Umgebung der ehemaligen Gemeinde Eräjärvi (heute Orivesi) in Finnland, die phosphatreichen Granitpegmatite bei Yukiiri nahe der Stadt Kasumigaura auf der japanischen Insel Honshū sowie Bendada (Guarda), Meixedo (Viana do Castelo) und Regada nahe der Stadt Mangualde (Viseu) in Portugal.